# American Pie Presents: Band Camp
American Pie Presents: Band Camp (titulada American Pie presenta: Campamento de Bandas en Hispanoamérica y American Pie presenta: Band Camp en España) es la cuarta parte de la saga American Pie, como spin-off de la trilogía American Pie. Fue escrita por Brad Riddell y basada en los personajes creados por Adam Herz. La película se centra en Matt Stifler, hermano menor de Steve Stifler.

## Argumento
La película inicia con un fragmento de la película porno "Malibú Stiffi" dirigida por Steve Stifler. En medio de esto, dos de los espectadores de la película le bromean al restante sobre esta y alaban al director, comparando y minimizando a su amigo, quien es Matthew "Matt" Stifler (Tad Hilgenbrink), el hermano menor de Steven (cabe recordar que Matt aparece como personaje secundario en las dos primeras películas de la saga). Sin embargo, Matt está dispuesto a entrar en el negocio familiar del cine porno para poder demostrar su valía a su hermano mayor, pese a que menciona que todavía no le responde un correo que le dejó hace tres semanas. No obstante, Stifler pide no dar énfasis a esto, recalcándole a sus amigos que ya le responderá y que deben festejar porque ahora ellos pasaban a su último año de la preparatoria. Por otra parte, la banda de la escuela se encuentra en pleno ensayo y al culminar, una de las chicas le pide a la lideresa de la banda, Elyse Houston (Arielle Kebbel), que se relaje y le recuerda que el grupo siempre la apoyaría.
Matt se dirige con sus dos amigos, Derek (Matt Baker) y Andy (Dossett March), al auditorio de la preparatoria para hacer una broma con intención de arruinar la ceremonia de promoción al grado saliente. En el camino, Matt se encuentra a su amiga la porrista Arianna (Lauren C. Mayhew) junto a sus amigas, quien invita a una fiesta por la noche al grupo de chicos. Cuando llegan al estrado del auditorio, Stifler y sus amigos empiezan a rozar de gas pimienta los instrumentos de la banda, incluso en una parte Matt encuentra un supuesto consolador doble metálico llamado "Picardo" y lo sustrae. Cuando ya están corriendo para salir del escenario, entra el grupo musical, Stifler resbala con unos palitos y lo ven. Él saluda a Elyse por el sobrenombre de "Lessy" y le hace una broma acerca de sus pechos por ser pequeños; por el contrario, Elyse le recuerda que hace 4 años que no conversaban. Finalmente Matt sale del escenario y se pone a ver cómo se arruinaba la presentación musical, pero en ese momento se percata que el gas pimienta lo había manchado por su zona íntima, así que se dirige a un lavadero que se encontraba detrás del escenario, se baja los pantalones y se empieza a asear. Cuando comienza a descontrolarse todo por la broma de los tres amigos, uno de los integrantes de la banda se resbala y se cae por la zona de cortinas, descorriendo estas y mostrando ante todo el público a Stifler sin pantalones lavándose, quien se percata de esto y mira nerviosamente a los espectadores. Por ende, es mandado donde el consejero escolar (que en Latinoamérica sería equivalente a un psicólogo escolar) Chuck Sherman (Chris Owen), quien lo compara con su hermano mayor y le dice que él aún puede corregirse, así que a manera de castigo, decide mandarlo al campamento de bandas para que mejore su actitud. Matt recibe una carta de Steve, la cual luego narra a sus amigos y menciona que su hermano le contó la historia de Jim y Michelle, diciendo que las chicas de la banda también podían hacer ciertas cosas pervertidas, por lo cual decide comprarse por internet unas cámaras secretas para espiarlas cuando vaya al campamento. 
A su llegada, Matt observa la presentación del campamento de bandas Robles Altos (Tall Oaks) de ese año, el cual está integrado por cuatro preparatorias: Beechwood, East Great Falls, Lloyd Memorian y Mont Saint Marie, perteneciendo Stifler a la segunda, además se menciona que se otorgará una beca al Conservatorio Robards al líder de la preparatoria ganadora. Cuando termina la inauguración, Stifler va en busca de las animadoras, pero en el camino tiene un pequeño altercado con el líder de otra escuela, Brandon Vandecamp (Matt Barr), y sus dos amigos, los tres pertenecientes a Beechwood y en medio de la reyerta el recién llegado agrede a Brandon con una patada en los genitales. Para su mala suerte, es visto por el Sr. Nelson, quien ordena a los compañeros de preparatoria de Matt, Oscar (Omar Miller) y Jimmy (Jun Hee Lee), que lleven a Stifler a la oficina del MACRO (Maestro de Conflictos y Restauración del Orden) para que se corrija. Es llevado ahí y el MACRO resulta ser el Sr. Levenstein (Eugene Levy), quien le comenta algunas cosas breves de su hijo Jim y su nuera Michelle, quienes estaban esperando un hijo. En medio de esta conversación, Elyse ingresa a la oficina a reclamar que se sentía fastidiada por la estadía de Matt Stifler en el campamento de bandas. Finalmente, el Sr. Levenstein manda a Matt a su cuarto y le recomienda que empiece a tratar de encajar. Matt comparte habitación con Ernie Kaplovisch (Jason Earles) y trata de abusar de su autoridad aprovechando que su compañero de cuarto era una persona muy pasiva. 
A la hora del desayuno, Matt se dirige donde la animadora Sheree (Angella Little) y Dani (Rachel Veltri). La primera le pide el favor que le mande un recado a su hermano Steve y le mete una cachetada, le tira su agua y le hace un gesto obsceno. Luego, conversa con Elyse y su mejor amiga Chloe (Crystle Lightning), esta última le tiende una trampa a Stifler y para hacerlo, decide invitarlo a una fiesta nocturna en la habitación de las chicas. Al caer la noche, Matt va pero se percata que la "fiesta" es solo sobre preguntas de música y el que perdía se quitaba una prenda, por lo que él presuroso se desnuda. Sin embargo, las chicas deciden mandarlo a la habitación contigua a que sustraiga algunas cervezas para poder continuar jugando. Al hacer ello, ellas le cierran la puerta con pestillo para que ya no las moleste y le indican que el juego acabó, sin embargo todo esto es visto por la enfermera Sanders (Ginger Lynn Allen). En la siguiente escena, se encuentra Matt con la ropa de Elyse discutiendo con ella en la oficina del MACRO, el Sr. Levenstein al ver la situación adversa de los jóvenes, conversa con ambos y les propone que cada uno ponga de su parte para que se lleven bien.
Pese a ello, en los días próximos Matt continuaba con la misma actitud, incluso hace que su preparatoria pierda 5 puntos por negarse a usar la indumentaria de un miembro del campamento de bandas. Así que una noche, Oscar y Jimmy deciden "secuestrarlo" y le llenan las fosas nasales de pasta dental como venganza de lo que Stifler les hizo el día de su presentación para la ceremonia de graduación. Matt se dirige luego de ello a la enfermería, donde luego de recuperarse conversa con el Sr. Levenstein, quien le recomienda ganarse la confianza de sus compañeros. Ya de retorno a su cuarto, se pone a ver en su laptop las filmaciones de una cámara que puso en el baño de mujeres, no obstante esta se empaña y aparte, aparece un robot en su cuarto. El robot resultó ser de Ernie, quien lo amenaza con quejarse, así que Stifler le propone ayudarlo a que conquiste a Chloe. Así, ambos se amistan, Matt también le cuenta lo de su plan y Ernie se compromete a ayudarlo con lo de sus cámaras. Stifler es llamado por Andy, quien le cuenta que está en Detroit y le sugiere que para ganarse la confianza de sus compañeros de banda y poder grabarlas, finja que tiene interés en ellos.
A la mañana siguiente, Matt aparece vestido con la indumentaria del campamento, agradece a Oscar y Jimmy por su llamado de atención y luego se dirige donde Elyse, recuerdan una de sus aventuras cuando eran pequeños y luego ella le enseña a marchar. De ahí, ella le indica que su instrumento será el triángulo, justo en ese momento se acerca Brandon a burlarse de ambos, por lo que Matt lo reta a un duelo, sin saber que sería un duelo musical. En este, los artistas muestran sus habilidades musicales en el auditorio, con Brandon tocando el tambor y Matt tocando el triángulo. Cuando parece que Matt ha perdido, sale del escenario y regresa tocando la gaita con el tema "Play That Funky Music", haciendo que Vandecamp abandone y así Stifler gana el duelo, ortogándole 5 puntos a East Great Falls. En la noche, la preparatoria está celebrando sus puntos ganados, es ahí cuando Sheree llama a Oscar y le dice si desea aprender unos movimientos nuevos, lo que causa la alegría del estudiante. Por otra parte, se ve a los miembros de Beechwood llenando latas con saliva. 
Matt se encuentra tomando desayuno tranquilamente con sus amigos de banda, cuando se le acerca Brandon y tienen una pequeña discusión. En un descuido, este último aprovecha y le cambia su lata de gaseosa por la lata llena de saliva, para luego burlarse de Stifler. Matt decide ir a la enfermería y le dan ipecac. Cuando regresa a su cuarto, Ernie le muestra la grabación de las animadoras bailando mientras se bañan en la ducha. En la noche, se desarrolla una fiesta de todo el campamento. Matt está con sus amigos y Jimmy responde al apodo de "perro caliente" y cuenta una experiencia cuando le hizo el amor a un oboe, lo que causa la burla de Chloe. Oscar es llamado por Sheree, quien lo lleva por el bosque a una zona oculta a enseñarle los "movimientos nuevos", que en realidad resulta ser un baile erótico. Stifler los sigue de forma secreta, los graba y finalmente regresa al lugar de la celebración. Luego, todos los chicos vuelven al lugar de la celebración y ahí, Matt le sugiere a Chloe que vaya con Ernie. Estos dos se juntan y deciden ir a la habitación de la chica, donde ella le agradece los detalles que hizo por ella (como llevarle una gaseosa por medio de su robot). Ambos jóvenes siguen conversando, mientras el robot de Ernie los está grabando sin que ella se percate, finalmente ambos despiertan sus bajos instintos en la habitación. Por otro lado, Matt se dirige a la habitación de prácticas y encuentra un oboe, para que próximamente Jimmy lo vea teniendo relaciones con el instrumento musical y al intentar ayudar a sacárselo, es visto por Elyse. Matt es llevado a la enfermería, donde lo meten a una tina con hielo para bajar la inflamación, mientras conversa con el Sr. Levenstein. Al salir, es acompañado por Elyse, quien le comenta que perdió su Picardo, Stifler le dice que se lo encontró, pero que se lo dará si le permite verla, por lo que ella le responde que primero se tiene que "calentar". Esto alegra a Matt, se despiden y él se pone a celebrar. 
A la hora del ensayo de la mañana, todos los integrantes de East Great Falls están cansados debido a la mala noche y no rinden adecuadamente en el ensayo, por lo que sorpresivamente Matt toma el liderazgo del grupo y empieza a dirigir y ordenar a la banda de su preparatoria. En los días siguientes se desarrollan las competencias físicas entre las preparatorias del campamento, ganando East Great Falls con 15 puntos, 5 más que su más cercano perseguidor Beechwood. Un día en la piscina, Brandon y sus amigos se acercan donde el grupo de Matt, recordándoles de forma burlesca sobre lo que pasó con las bebidas. A modo de venganza, Ernie le propone jugarles una broma vaciando un envase de bloqueador y yendo Matt a lo servicios higiénicos, para reemplazar la crema por su semen. Al momento que los tres jóvenes de Beechwood se untan la supuesta crema, Stifler se les acerca y les dice lo que en verdad es, causando el asco de ellos y la celebración de sus amigos. Por otro lado, Chloe le sugiere a Elyse que pase más tiempo con Matt para que quizá así, se le ocurra alguna idea para su composición musical. Ambos se ponen a jugar y recordar nuevamente las muchas aventuras que tuvieron cuando eran niños, es ahí cuando Matthew confiesa que hacía muchas cosas solo para impresionar a Steve, y le pide disculpas por una broma pesada que le jugó hace muchos años. De ahí, quedan en verse al día siguiente por la tarde en el mismo muelle del campamento donde estaban conversando.
Matt estaba caminando temprano con Ernie, cuando se encuentra a Arianna, quien le dice que han mandado a las porristas de la preparatoria para apoyar el día de la presentación final y se burla de él por ser un miembro del campamento de bandas, además de tomarle una foto con su indumentaria. Al culminar el ensayo, Matt se acerca a Arianna y le dice que si actúa bien es por el plan que le sugirió Andy y que prueba de ello, le mostraría la película grabada con él que se titulaba "Las chicas salvajes de la banda", por lo que su amiga le dice que lo espera por la tarde; Ernie se percata de esto por lo que su robot sigue a Stifler hasta donde se dirigía a esa hora. Matt se dirige por la tarde donde las porristas y primero pide que borren la foto que le habían tomado en la mañana, luego de ello comienza a mostrarles el video. Por otro lado, en el muelle, Elyse espera a Matt, quien nunca llega y ella decide retornar a su habitación muy triste y decepcionada. Ernie siguió con su robot a Matt, pero al ver unas chicas semidesnudas, se distrae y va por ellas a verlas. Las chicas (que resultan ser animadoras del campamento) comienzan a hablar de la relación entre Sheree y Oscar, aparte de comentar las deficiencias sexuales de Brandon. Sin embargo, se percatan del robot, por lo que este corre despavorido, en el camino le quita la toalla a la enfermera Sanders y se dirige hacia donde estaba Matt con las porristas, lo que origina que se abra la puerta por completo. Justo en ese instante, Elyse estaba pasando y ve lo que Matt proyectaba, precisamente la parte en la que ella está dirigiéndose a la ducha con su bata. Stifler al percatarse de esto, cierra la laptop rápidamente, pero Elyse lo mira con una cara de tristeza y se retira, quedándose él muy incómodo. Esa misma noche, Oscar va al cuarto de Matt y Ernie, para quitarle su laptop por lo que les hizo y le dice que no quiere verlo al día siguiente en la competencia final, mientras que Chloe le llama la atención a Ernie muy decepcionada de él por apoyar a su compañero de cuarto.
El día de la competencia final, Matt intenta sabotear la presentación de Beechwood, por lo que vierte ipecac en el jugo de uva que era para esa preparatoria lo tome antes de tocar. Sin embargo, Oscar y Jimmy al ir a recoger el jugo de naranja para East Great Falls, repudian el sabor y deciden cambiarlo por el de uva. Stifler se queda atónito cuando ve que Beechwood termina toda su presentación sin dificultad alguna, mientras que en el turno de su preparatoria, todos empiezan a vomitar. Él va a socorrer a Elyse, pero Oscar empieza a perseguirlo hasta hacerlo huir, por otro lado en la mesa de jurados el Sr. Nelson está pasmado, mientras la enfermera Sanders mira con una expresión de fastidio y decepción al Sr. Levenstein. Matt procede a retirar sus cosas (entre ellas se ve un disco duro donde grabó su "película", el cual no lo desecharon ya que Oscar solo botó su laptop) para ya irse definitivamente del campamento; el Sr. Levenstein lo acompaña a la salida, diciéndole que Matt actuaba igual que Steve, pero que ese no debería ser su camino a seguir, que Steven en verdad no tenía amigos ya que sus contactos más cercanos solo fingían su amistad (recordemos que el grupo de amigos protagonistas que aparecen con él, no están incluidos, porque no son sus contactos frecuentes). Matt se queda sorprendido, ya que creía que en la escuela todos querían a su hermano; el Sr. Levenstein le dice que, sin embargo, Matt es distinto, que la gente sí quiere quererlo pero que él es quien hace difícil ello. Por otro lado, al terminar la competencia, Brandon (con la copa en mano) se despide de Elyse burlándose por el título que les ganó su preparatoria. De regreso a la escuela, Sherman conversa con Stifler acerca de su estadía en el campamento, diciéndole que seguirán monitoreándolo. Antes de retirarse, Matt pregunta si es cierto que en la preparatoria a la gente no le caía bien Steven (recordemos que Sherman era de su misma promoción), Sherman asiente ello y cuando Stifler se retira, el orientador juvenil se dice a sí mismo que siente que ese es un comienzo del cambio de actitud del menor de los hermanos Stifler. Llegando a su casa, Matt borra todos los videos que tenía guardados en su disco duro.
Acabado su partido de fútbol americano por la mañana, sus compañeros del equipo se empiezan a burlar diciéndole que se olvidó su instrumento. En su defensa, salen Arianna, Andy y Derek. Cuando se queda con ellos tres, sus amigos le dicen que les muestre el video para que vuelva a ser respetado, pero Stifler dice que no lo hará porque lo borró y que no será como su hermano, esto causa el rechazo de sus compañeros pero a él no le importa y se retira. Se dirige al auditorio que está vacío, estando solo sus amigos de banda menos Elyse. Todos están resentidos con él salvo Ernie (Chloe también estaba fastidiada con él); en primer lugar, Matt les explica lo que verdaderamente pasó con los jugos y Oscar hace mea culpa por ser el que cambió los contenedores. Acto seguido, Stifler les pide disculpas por todo lo que les hizo y tras un comentario de Chloe, dice que no pide que lo perdonen, pero sí les solicita que lo apoyen en hacer algo para Elyse.
Elyse y Chloe están en el cuarto de la primera comentando las verdaderas intenciones de Matt con el ipecac, cuando le llega una carta del Conservatorio Robards, la cual decía que la Dra. Susan Choi quería entrevistarla. Oscar la lleva en su automóvil hasta dicha institución educativa, al ella acercarse a secretaría le dicen que la carta es falsa, lo que causa la sorpresa de la joven. Es ahí cuando escucha el sonido de alguien tocando con la gaita el tema compuesto por Elyse por las escaleras de la puerta principal, cuando se dirige ahí se da cuenta de que es Matt y ella va a increparle todos los malos ratos que la hizo pasar. Stifler termina de tocar la parte de su gaita y hace una señal, saliendo todos los integrantes de la banda de East Great Falls a tocar el mismo tema hasta terminarlo. La gente que estaba por ahí se detuvo a ver la "presentación", entre ellos la Dra. Choi, quien felicita a Elyse y le dice que pase a su oficina para conversar lo de su beca. Elyse pregunta el porqué, si es que Brandon la había ganado, pero la Dra. le dice que el joven de Beechwood fue descalificado por plagio. 
Elyse va donde sus amigos a agradecerles, quienes le dicen que le diga eso a Matt. Ella se queda sorprendida, le consulta si eso era cierto y le pregunta si en verdad hizo todo eso por ella, él recalca que todo se pudo también gracias a la colaboración de los chicos. Ambos se abrazan y Stifler le devuelve el "Picardo" a Elyse, quien le explica que en verdad es un flautín y lo que parecía un consolador solo era su estuche. Ambos se ríen y se dan un beso, causando la alegría de todo el grupo.

## Elenco
- Tad Hilgenbrink como Matthew "Matt" Stifler.
- Arielle Kebbel como Elyse "Leesy" Houston.
- Eugene Levy como Noah Levenstein "Sr. Levenstein".
- Jason Earles como Ernie Kaplovisch.
- Crystle Lightning como Chloe.
- Jun Hee Lee como Jimmy.
- Omar Benson Miller como Oscar.
- Matt Barr como Brandon Vandecamp.
- Chris Owen como Chuck Sherman.
- Lauren C. Mayhew como Arianna.
- Angela Little como Sheree.
- Rachel Veltri como Dani.
- Timothy Stack como Sr. Nelson.
- Ginger Lynn Allen como Enfermera Sanders.
- Russell Howard como Riggler.
- Carla Alapont como Leslie.
- Lily Mariye como Dr. Susan Choi
- Matt Baker como Derek.
- Dossett March como Andy.
- Jim Jackman como Director Vegas.
- Tara Killian como Patti.
- Jennifer Walcott como Laurie.
- Claire Titelman como Claire.
- Kathleen LaGue como Recepcionista Robards.
- Colleen McDermott como Mamá de Elyse.
- Judy Busey como Mamá de Ernie.
- Jennifer McMahon como Bailarina.
- Joelle Cosentino como Bailarina.
- Lizzy Richardson como Bailarina.
- Heather Miller como Bailarina.

## Banda sonora
- "She Is Beautiful" - Andrew W.K.
- "Laid" - Matt Nathanson
- "American Psycho" - Treble Charger
- "The Anthem" - Good Charlotte
- "Paul's Drums" - The Riverside Community College Marching Tigers
- "The Authority Song" - D.O.R.K. y Adriana Balic
- "Dracula Plays"
- "Pom Pom"
- "Piano Sonata"
- "Breaking Me Down" - Cage 9
- "Get The Party Started" - Adriana Balic and Christian B
- "Jaime" - D.O.R.K.
- "Disco MF" - The Penfifteen Club
- "Defeated" - The City Drive
- "Play That Funky Music White Boy"
- "Bring Me Everything" - The City Drive
- "Baby Got Back" - Christian B
- "Born To Be Wild"
- "Bonfire Etude"
- "Hot Blooded"
- "Aeroplane" - Tal Bachman Marching Band (música de cierre)
- "Vampire Love" - Ash
- "Brandon's Van De Vamp" - The Riverside Community College Marching Tigers
- "The Middle" - D.O.R.K. y Adriana Balic
- "I Touch Myself" - The Divinyls
- "Be The Girl" - Aslyn
- "Do You Wanna Touch Me (Oh Yeah)" - Joan Jett & The Blackhearts
- "B Flat Tuning & Warming Up" - The Riverside Community College Marching Tigers
- "Rhythms At The Edge of Time" - The Blue Devils Drums and Bugle Corps.
- "Boogie Gone Wild" - The Blue Devils Drums and Bugle Corps.
- "Ready To Roll" - Flashlight Brown
- "Go And Die" - Flashlight Brown
- "How To Be Dead" - Snow Patrol
- "Forget It" - Breaking Benjamin